# 愛知県小学校の廃校一覧
愛知県小学校の廃校一覧（あいちけんしょうがっこうのはいこういちらん）は、愛知県内の廃校になった小学校の一覧。対象となるのは、学制改革（1947年）以降に廃校となった小学校、および分校である。なお、学校名は廃校当時のもの。廃校時に小学校（分校）が所在していた自治体がその後、合併によって消滅している場合は、現行の自治体に含む。また休校中の県内の小学校（分校）は公式には存続していることとなっているが、現在休校中のそれらは事実上廃校となっている場合が多いため、便宜上本項に記載する。
（）内は、廃校になった年、統合先の小学校など。

## 名古屋市
- 名古屋市立王子小学校（1982年）
- 名古屋市立則武小学校（2002年統合により名古屋市立ほのか小学校へ）[1]
- 名古屋市立本陣小学校（同上）[1]
- 名古屋市立亀島小学校（同上）[1]
- 名古屋市立新明小学校（2010年六反小と統合し名古屋市立笹島小学校へ）[2]
- 名古屋市立六反小学校（2010年新明小と統合し笹島小へ）[2]
- 名古屋市立幅下小学校（2015年統合により名古屋市立なごや小学校へ）[3]
- 名古屋市立江西小学校（2015年なごや小西校舎へ）[3]
- 名古屋市立那古野小学校（2015年なごや小東校舎へ）[3]
- 名古屋市立名城小学校（2023年統合により名古屋市立丸の内小学校へ）[4]
- 名古屋市立御園小学校（同上）[4]
- 名古屋市立高坂小学校（2024年統合により名古屋市立たかしま小学校へ）[5][6]
- 名古屋市立しまだ小学校（同上）[5][6]

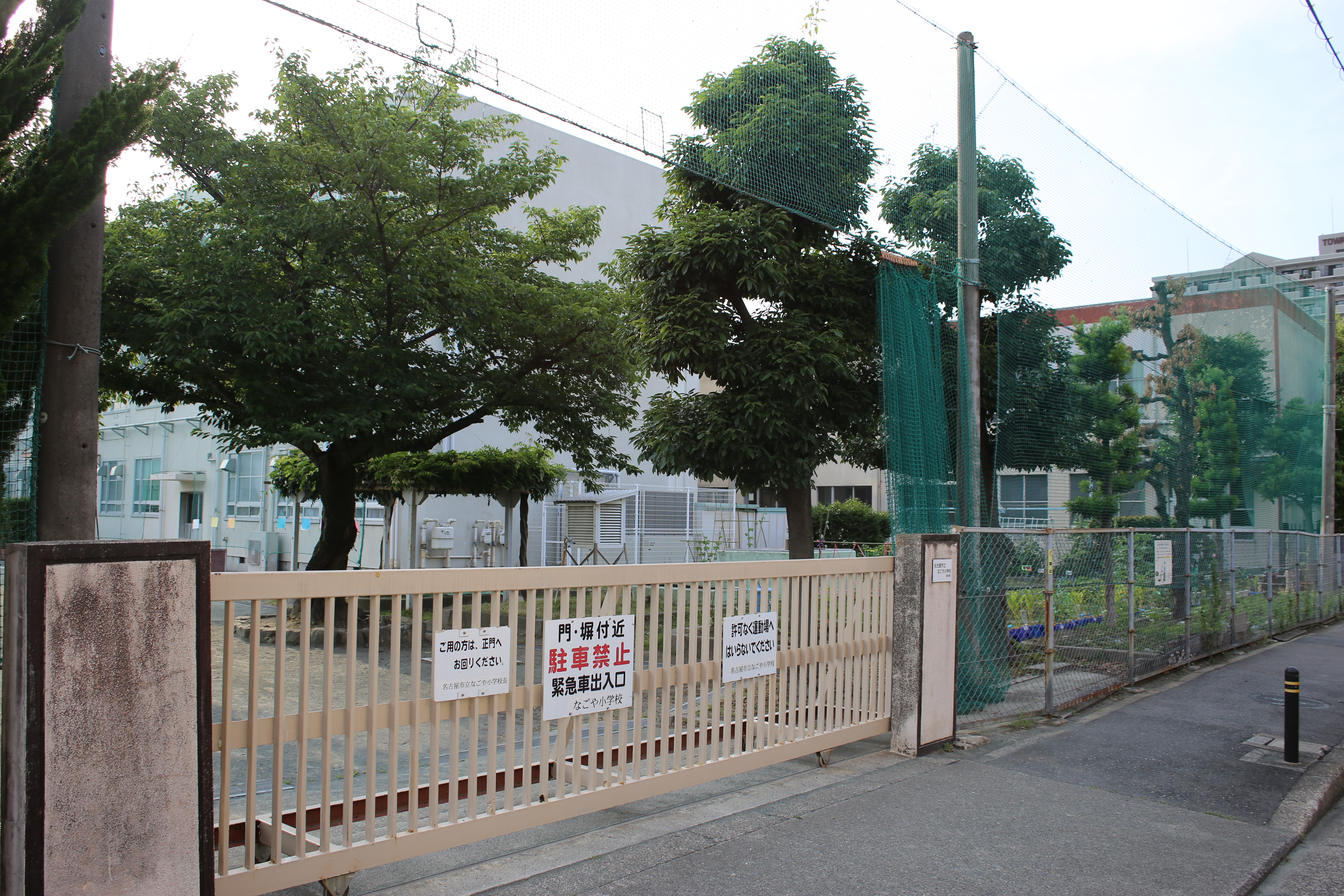
旧江西小学校
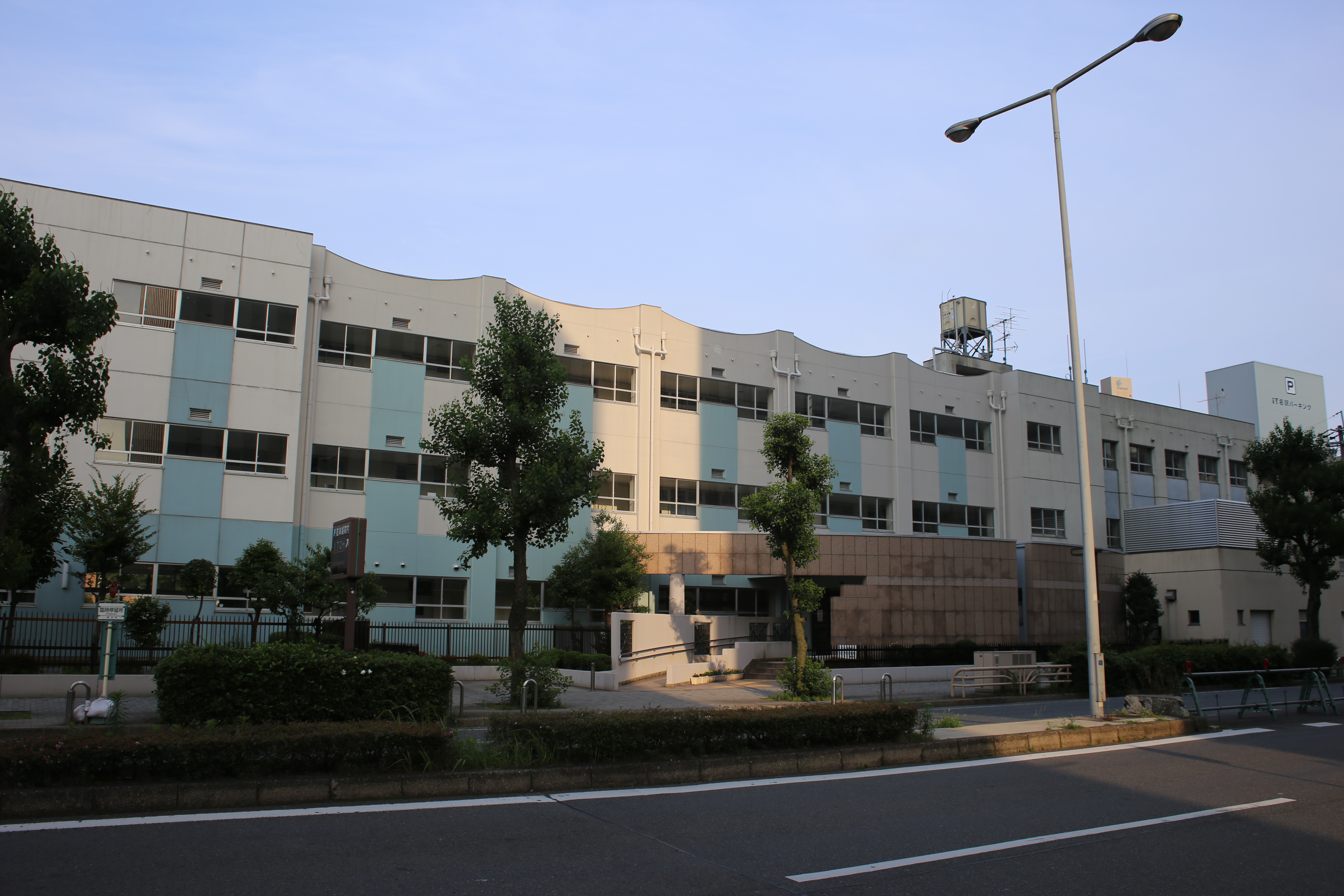
旧那古野小学校
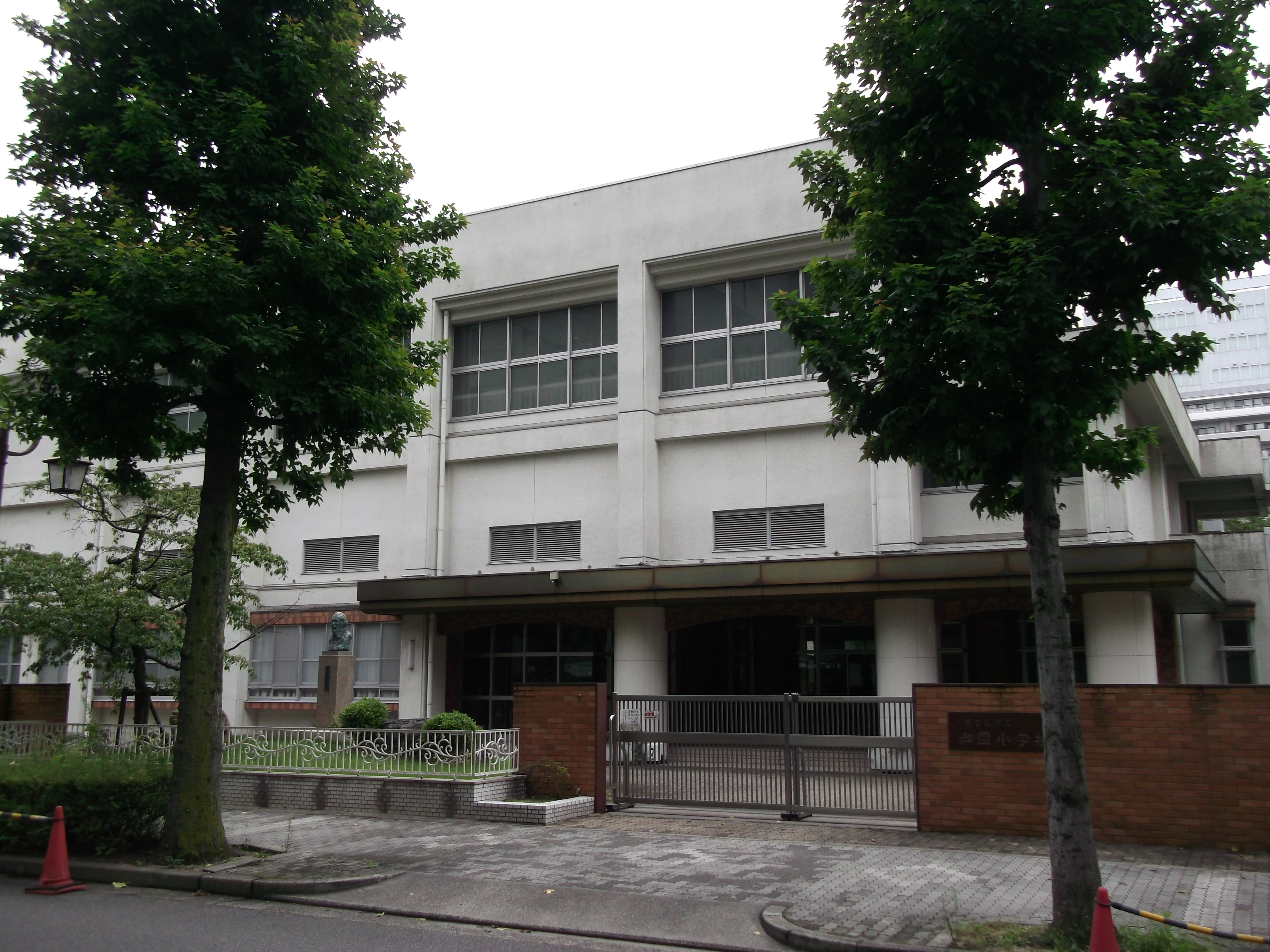
旧御園小学校

## 豊橋市
- 豊橋市立狭間小学校（1949年豊橋市立松山小学校へ統合）[7]

## 岡崎市
- 岡崎市立宮崎小学校〈旧〉（2010年統合により岡崎市立宮崎小学校〈新〉へ）[8]
- 岡崎市立大雨河小学校（同上）[8]
- 岡崎市立千万町小学校（同上）[8]
- 岡崎市立鳥川小学校（2010年岡崎市立豊富小学校へ統合）[9]

## 一宮市
- 一宮市立千秋小学校〈旧〉（1961年千秋北小と統合し一宮市立千秋小学校〈新〉へ）[10]
- 一宮市立千秋北小学校（1961年千秋小〈旧〉と統合し千秋小〈新〉へ）[10]
- 一宮市立葉栗小学校北分校（1977年一宮市立葉栗北小学校開校に伴い廃校）

## 瀬戸市
- 瀬戸市立道泉小学校（2020年瀬戸市立にじの丘学園設立のため廃校〉[11]
- 瀬戸市立深川小学校（同上）[11]
- 瀬戸市立古瀬戸小学校（同上）[11]
- 瀬戸市立東明小学校（同上）[11]
- 瀬戸市立祖母懐小学校（同上）[11]

## 春日井市
- 春日井市立藤山台東小学校（2013年春日井市立藤山台小学校へ統合）[12]
- 春日井市立西藤山台小学校（2016年藤山台小へ統合）[13]

## 豊川市
- 豊川市立睦美小学校（1963年統合により豊川市立東部小学校へ）[14]
- 豊川市立麻生田小学校（同上）[14]
- 豊川市立三上小学校（同上）[14]
- 一宮町立大和小学校（1977年金沢小と統合し豊川市立一宮南部小学校〈当時：一宮町立〉へ）[15]
- 一宮町立金沢小学校（1977年大和小と統合し一宮南部小へ）[15]

## 刈谷市
- 刈谷市立半高小学校（1958年野田小と統合し刈谷市立双葉小学校へ）[16]
- 刈谷市立野田小学校（1958年半高小と統合し双葉小へ）[16][注釈 1]

## 豊田市
- 豊田市立三巴小学校（2006年統合により豊田市立巴ヶ丘小学校へ）[17]
- 豊田市立田平沢小学校（同上）[17]
- 豊田市立和合小学校（同上）[17]
- 豊田市立阿蔵小学校（同上）[17]
- 豊田市立藤沢小学校（2010年豊田市立東広瀬小学校へ統合）[18]
- 豊田市立築羽小学校（2012年豊田市立敷島小学校へ統合）[17]
- 旭町立敷島小学校〈旧〉（1968年大坪小と統合し敷島小〈新〉へ）
- 旭町立大坪小学校（1968年敷島小〈旧〉と統合し敷島小〈新〉へ）
- 旭町立笹戸小学校（1968年豊田市立小渡小学校〈当時：旭町立〉へ統合）[注釈 2]
- 旭町立生駒小学校（1997年[19]）
- 小原村立簗平小学校（1978年統合により豊田市立小原中部小学校〈当時：小原村立〉へ）[20]
- 小原村立福原小学校（同上）[20]
- 小原村立清原小学校（同上）[20]
- 足助町立御内小学校（1987年豊田市立足助小学校〈当時：足助町立〉へ統合）[21]
- 足助町立大多賀小学校（1987年豊田市立明和小学校〈当時：足助町立〉へ統合）[21]
- 足助町立椿立小学校（1995年足助小へ統合）[21]
- 足助町立大見小学校（同上）[21]
- 足助町立大河原小学校（1997年豊田市立大蔵小学校〈当時：足助町立〉へ統合）[22]
- 稲武町立稲橋小学校（1982年統合により豊田市立稲武小学校〈当時：稲武町立〉へ）[23]
- 稲武町立稲橋小学校野入分校（同上）[23]
- 稲武町立押川小学校（同上）[23]
- 稲武町立黒田小学校（同上）[23]
- 稲武町立小田木小学校（1984年稲武小へ統合）[23]
- 稲武町立大野瀬小学校（同上）[23]
- 下山村立羽布小学校（2003年和合小へ統合）

## 安城市
- 安城市立泉小学校（1971年城ケ入小と統合し安城市立丈山小学校泉分教場となり、1972年新校舎に移転）[24]
- 安城市立城ケ入小学校（1971年泉小と統合し丈山小城ケ入分教場となり、1972年新校舎に移転）[24]
- 桜井町立桜井北部小学校（1960年統合により安城市立桜井小学校〈当時：桜井町立〉になるも[25]、1981年旧校区内に安城市立桜林小学校が分離独立[26]）
- 桜井町立桜井中部小学校（1960年統合により桜井小へ）[25]
- 桜井町立桜井南部小学校（同上）[25]

## 西尾市
- 吉良町立乙川小学校（1958年宮崎小と統合し西尾市立白浜小学校〈当時：吉良町立〉へ）[27]
- 吉良町立宮崎小学校（1958年乙川小と統合し白浜小へ）[27]
- 名古屋市立横須賀郊外小学校（1966年12月31日岡崎市の本宿郊外学園、知多郡美浜町の野間郊外学園と統合し緑丘小中となり尾張旭市へ移転）[28]
- 西尾市立佐久島小学校（2019年佐久島中と統合し西尾市立佐久島しおさい学校〈義務教育学校〉へ）[29]

## 常滑市
- 常滑市立三和西小学校（1960年常滑市立大野小学校へ統合）[30]
- 常滑市立常滑小学校（1980年常滑市立常滑東小学校と常滑市立常滑西小学校へ分割）[31]

## 小牧市
- 小牧市立篠岡小学校大野分教場（1959年）[32]
- 小牧市立篠岡小学校大草分教場（1959年）[32]
- 小牧市立篠岡小学校陶分教場（1959年）[32]

## 新城市
- 新城市立富岡小学校（1962年清水野小と統合し新城市立八名小学校へ）[33]
- 新城市立清水野小学校（1962年富岡小と統合し八名小へ）[33]
- 新城市立千郷小学校豊島分校（1964年）[34][注釈 3]
- 新城市立八名井小学校（1966年八名小へ統合）[33]
- 新城市立宇理小学校（1969年八名小へ統合）[33]
- 新城市立市川小学校（1973年日吉小と統合し新城市立舟着小学校へ）[35][注釈 4]
- 新城市立日吉小学校（1973年市川小と統合し舟着小へ）[35]
- 新城市立吉川小学校（1974年舟着小へ統合）[35]
- 新城市立山吉田小学校（2013年黄柳野小と統合し新城市立黄柳川小学校へ）[36]
- 新城市立黄柳野小学校（2013年山吉田小と統合し黄柳川小へ）[36]
- 新城市立菅守小学校（2013年統合により新城市立作手小学校北校舎となり、2014年完全統合）[37]
- 新城市立開成小学校（同上）[37]
- 新城市立協和小学校（2013年統合により作手小南校舎となり、2014年完全統合）[37]
- 新城市立巴小学校（同上）[37]
- 新城市立連谷小学校（2016年新城市立鳳来寺小学校へ統合）[38]
- 新城市立海老小学校（同上）[38]
- 新城市立鳳来西小学校（同上）[38]
- 鳳来町立池場小学校（1962年川合小へ統合）[34]
- 鳳来町立長篠小学校（1969年乗本小と統合し新城市立鳳来中部小学校〈当時：鳳来町立〉へ）[39][注釈 5]
- 鳳来町立乗本小学校（1969年長篠小と統合し鳳来中部小へ）[39]
- 鳳来町立鳳来小学校（1970年門谷小と統合し鳳来寺小へ）[39]
- 鳳来町立門谷小学校（1970年鳳来小と統合し鳳来寺小へ）[39]
- 鳳来町立川合小学校（1973年名号小と統合し新城市立鳳来東小学校〈当時：鳳来町立〉へ）[40]
- 鳳来町立名号小学校（1973年川合小と統合し鳳来東小へ）[40]
- 鳳来町立大野小学校（1976年統合により新城市立東陽小学校〈当時：鳳来町立〉へ）[41]
- 鳳来町立富栄小学校（同上）[41]
- 鳳来町立能登瀬小学校（同上）[41]
- 鳳来町立細川小学校（同上）[41]
- 鳳来町立細川小学校巣山分校（同上）[41]
- 鳳来町立阿寺小学校（同上）[41]
- 鳳来町立布里小学校（1978年愛郷小と統合し鳳来西小へ）[42]
- 鳳来町立愛郷小学校（1978年布里小と統合し鳳来西小へ）[42]
- 鳳来町立七郷一色小学校（2002年東陽小へ統合）[41]
- 作手村立旭小学校（1961年統合により協和小へ）[43]
- 作手村立高松小学校（同上）[43]
- 作手村立田代小学校（同上）[43]

## 知多市
- 知多町立旭南小学校〈旧〉（1961年統合により知多市立旭南小学校〈当時：知多町立〉へ）[44]
- 知多町立旭南小学校新舞子分校（同上）[44]
- 知多町立旭東小学校〈旧〉（1961年旭南小〈新〉となるも、1981年知多市立旭東小学校として再独立）[44]

## 尾張旭市
- 名古屋市立緑丘小学校・中学校（1991年休校、児童は名古屋市立志段味西小学校へ通学[45]、1993年廃校[28]）

## 田原市
- 田原市立和地小学校（2015年統合により田原市立伊良湖岬小学校へ）[46]
- 田原市立堀切小学校（同上）[46]
- 田原市立伊良湖小学校（同上）[46]

## 愛西市
- 愛西市立立田南部小学校福原分校（2019年）[47]

## あま市
- 甚目寺町立甚目寺小学校萱津分校（1973年あま市立甚目寺南小学校〈当時：甚目寺町立〉新設のため廃校）[48]
- 甚目寺町立甚目寺小学校森春分校（1976年あま市立甚目寺東小学校〈当時：甚目寺町立〉新設のため廃校）[48]

## 海部郡
- 飛島村立飛島小学校（2020年、飛島村立飛島学園の義務教育学校への移行のため）[49]

## 知多郡
- 南知多町立豊丘小学校（2008年）[50]
- 南知多町立山海小学校（2009年）[51]
- 南知多町立大井小学校（2022年）[52]
- 南知多町立師崎小学校（2022年）[52]
- 美浜町立河和南部小学校（2022年）[53]

## 北設楽郡
- 設楽町立名倉小学校清水分校（1964年）[注釈 6]
- 設楽町立川向小学校（1965年設楽町立田口小学校へ統合）[注釈 7]
- 設楽町立神田小学校宇連分校（1967年[54]）
- 設楽町立八橋小学校（1971年[55]）
- 設楽町立裏谷小学校（1979年田峯小裏谷分校となり、1997年廃校）[56]
- 設楽町立名倉小学校駒ケ原分校（1982年）
- 設楽町立神田小学校（1995年[57]）
- 設楽町立清崎小学校（1997年統合により設楽町立清嶺小学校へ[58]）
- 設楽町立豊邦小学校[59]（同上）
- 設楽町立三都橋小学校[60]（同上）
- 設楽町立田峯小学校（2024年田口小へ統合）[61]
- 津具村立上津具小学校（1974年下津具小と統合し設楽町立津具小学校〈当時：津具村立〉へ）[注釈 8]
- 津具村立下津具小学校（1974年上津具小と統合し津具小へ）
- 東栄町立本郷小学校（1959年9月30日西薗目小と統合し中央小へ）
- 東栄町立西薗目小学校（1959年9月30日本郷小と統合し中央小へ）
- 東栄町立小林小学校（1964年[62]）
- 東栄町立東薗目小学校（1990年下川小と統合し東部小へ）
- 東栄町立下川小学校（1990年東薗目小と統合し東部小へ）
- 東栄町立足込小学校（1990年中央小へ統合）
- 東栄町立御園小学校（同上）
- 東栄町立中央小学校（2006年統合により東栄町立東栄小学校へ）[63]
- 東栄町立月小学校（同上）[63]
- 東栄町立中設楽小学校（同上）[63]
- 東栄町立粟代小学校（2007年東栄小へ統合）[64][注釈 9]
- 東栄町立古戸小学校（同上）[64]
- 東栄町立東部小学校（2010年東栄小へ統合）[64]
- 東栄町立奈根小学校（同上）[64]
- 豊根村立黒川小学校（1967年三沢小浅草分校と統合し豊根小〈初代〉へ）
- 豊根村立三沢小学校浅草分校（1967年黒川小と統合し豊根小〈初代〉へ）
- 豊根村立古真立小学校（1970年豊根小〈初代〉へ統合）
- 豊根村立豊根小学校〈初代〉（2005年統合により豊根村立豊根小学校〈2代目〉へ）[65]
- 豊根村立三沢小学校（同上）[65]
- 豊根村立坂宇場小学校（同上）[65]
- 豊根村立富山小学校（2015年）[66]